# ナタリー・ハグランド
ナタリー・ハグランド（Natalie Hagglund、女性、1992年7月1日 - ）は、アメリカ合衆国の元女子バレーボール選手。元アメリカ合衆国代表。

## 来歴
1992年、アメリカ合衆国のラホヤ出身。2010年、南カリフォルニア大学に進学。2011年にペルーで開催されたU20世界選手権でベストリベロ賞を受賞した。
2014年、アメリカ合衆国代表に初選出される。同年5月のモントルーバレーマスターズで代表デビューした。2015年6月のパンアメリカンカップで金メダルを獲得した。同年のワールドカップで三大大会に初出場し、銅メダルを獲得した。

## 球歴
- ワールドカップ - 2015年

## 受賞歴
- 2011年 U20世界選手権　ベストリベロ賞

## 所属クラブ
- 南カリフォルニア大学（2010-2013年）
- VBCチューリッヒ（2014-2016年）